# Mannanströmer
Der Mannanströmer ist ein Auslass des Belüftungssystems eines Kraftfahrzeuges, das die Insassen im Rumpf-/Kopfbereich mit Frischluft versorgt.
Mannanströmer sind meist im Armaturenbrett integriert, schwenkbar (meist 2-achsig) und meist auch drosselbar, um den persönlichen Bedürfnissen gerecht zu werden, im Gegensatz etwa zum Fußausströmer, der nicht einstellbar ist.